# Geografia Kiribati

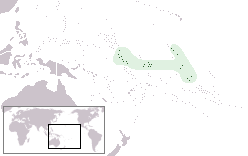
Położenie wysp

Kiribati jest wyspiarskim państwem na Oceanii, które leży w środkowej części Pacyfiku i zaliczane jest do pacyficznej części zwanej Mikronezją. Kiribati cechuje się niewielką powierzchnią lądową i ogromną powierzchnią oceaniczną. Kraj ten zajmuje pacyficzny obszar o powierzchni około 4 mln km². Te koralowe, częściowo wulkaniczne wyspy cechują się tropikalnym klimatem.

## Powierzchnia i skrajne punkty
Powierzchnia – 810 km²

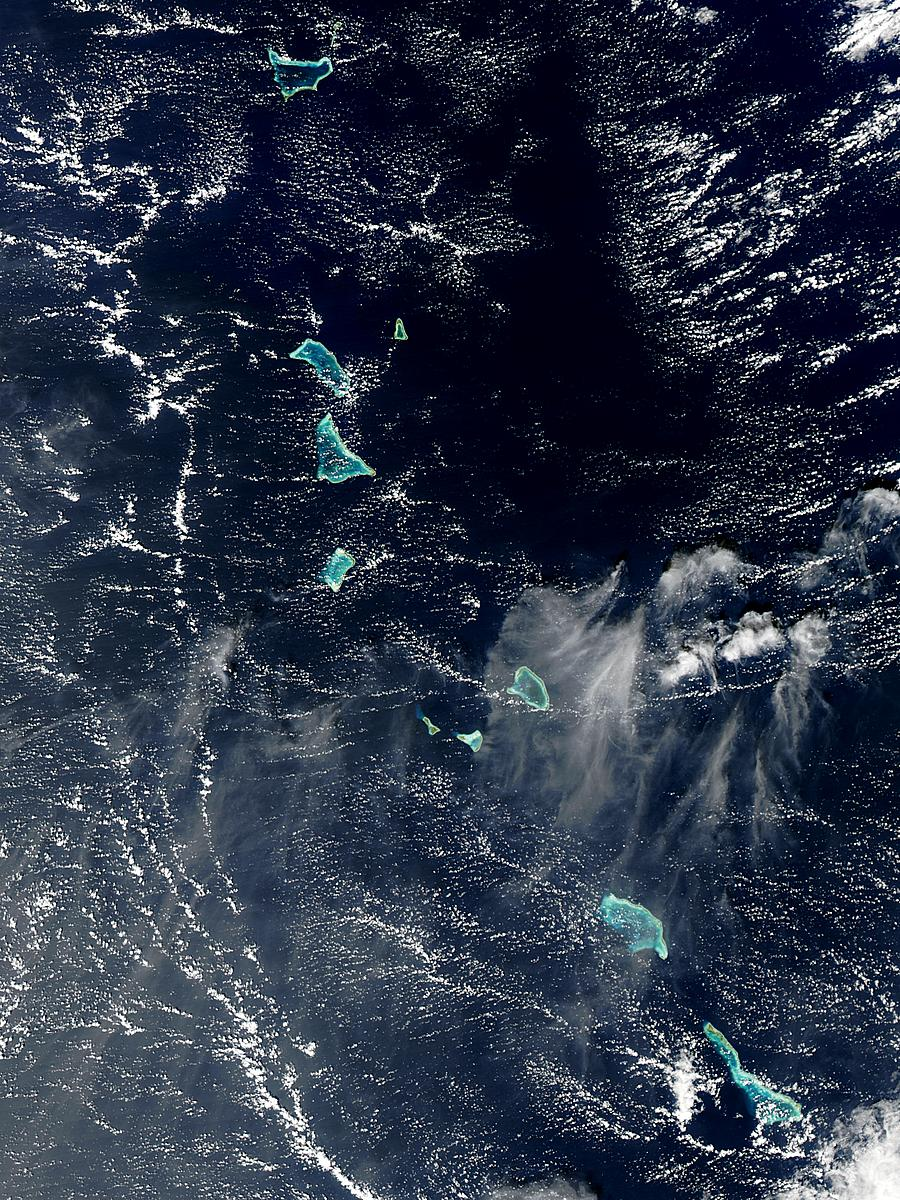
Wyspy Gilberta – jeden z trzech archipelagów Kiribati

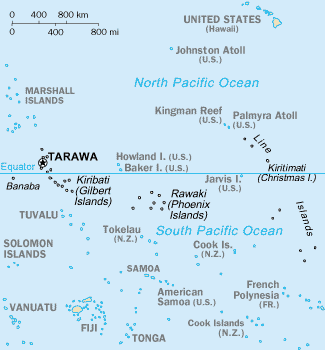
Mapa wysp

Wyspy leżą pomiędzy 5°N i 11°S a 169°E i 150°W.
Odległość między najdalej na zachód położoną wyspą Banabą a leżącą na wschodzie Wyspą Bożego Narodzenia wynosi 3700 km, natomiast między wyspą Washington na północy a Flint na południu jest ponad 1800 km
Między wyspami Gilberta a Feniks przebiega międzynarodowa linia zmiany daty.

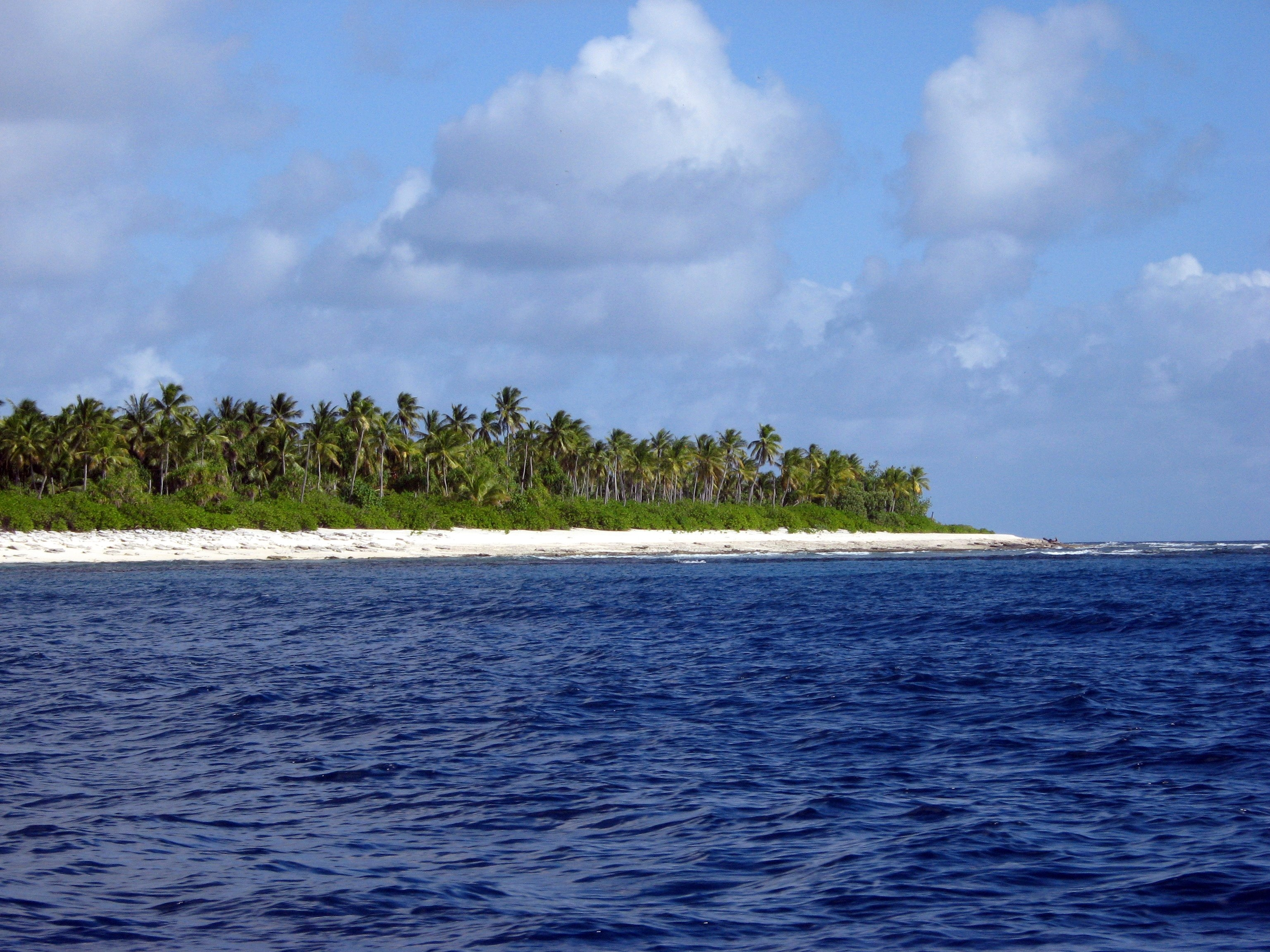
Wybrzeże jednej z wysp

Linia brzegowa wysp – 1143 km

## Wyspy
Kiribati złożone jest z 33 wysp oraz 3 raf koralowych. Dzielą się na trzy archipelagi: Gilberta – 16 wysp, Feniks – 8 wysp i Line – 8 wysp. Ostatnią, oddzielnie położoną wyspą jest wyspa Banaba, zwana też jako „Ocean”. Największą wyspą jest Kiritimati, zwana też Wyspą Bożego Narodzenia. Większość wysp to atole o powierzchni kilku km². Część wysp jak Wyspa Bożego Narodzenia cechują się dobrze rozwiniętą linią brzegową, inne znów mają bardziej owalny kształt. Wybrzeże wszystkich wysp jest niskie i ma postać piaszczystych plaż.

## Budowa geologiczna i rzeźba

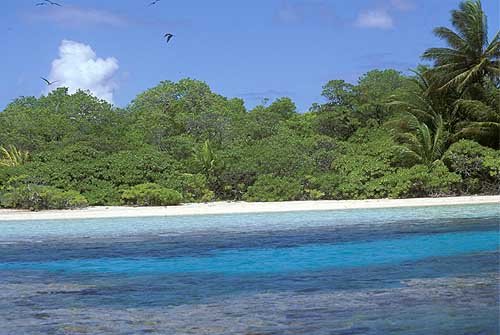
Jedna z wysp na Kiribati z widoczną szatą roślinną

Większość wysp, szczególnie w archipelagu Gilberta i Feniks wyspy są pochodzenia koralowego. Wyspy te mają postać atoli koralowych, które wznoszą się na późnokredowym cokole. Część wysp, jak wyspy z archipelagu Line, to wapienne wyspy wzniesione na wulkanicznych stożkach pochodzących z kredy. Wyspa Ocean jest pochodzenia wulkanicznego.
Wszystkie wyspy są wybitnie nizinne, atole wznoszą się średnio do 2–3 m n.p.m. Jedynie piaszczyste wydmy osiągają wysokość 20 m n.p.m. Najwyższe wzniesienie znajduje się na wyspie Ocean (Banaba) – 81 m n.p.m. Ze względu na wybitne nizinny charakter większości wyspom grozi zalanie ze względu na globalne ocieplenie.

## Klimat

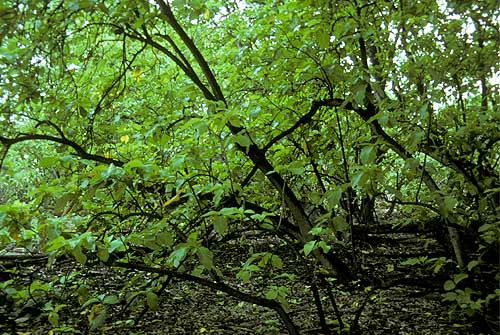
Tropikalne zarośla na Kiribati

Kiribati leżą w obrębie równika, toteż klimat jest tam równikowy, łagodzony przez pasaty. Temperatury mają przebieg typowy dla równikowego, z niewielkimi rocznymi i dobowymi amplitudami. Średnie temperatury wynoszą 23-27 °C, maksymalnie do 30 °C. Opady są zróżnicowane, od 1000 mm na wyspach oddalonych od równika do 2500 mm, a nawet 3000 mm na wyspach leżących w obrębie równika. Istotną różnicą odbiegającą do definicji klimatu równikowego jest fakt, iż wyspy nawiedzane są przez okresowe susze. Lokalnie opady roczne wynoszą 700 mm.

## Wody
Całkowity brak wód powierzchniowych. Na wszystkich wyspach nie ma sieci rzek, a wody gruntowe są zasolone. Większość wysp jest niezamieszkana właśnie z powodu braków zasobów wodnych.

## Gleby
Pokrywa glebowa jest słabo wykształcona. Występują płytkie, głównie piaszczyste gleby.

## Flora i fauna
Roślinność jest zróżnicowana i dobrze zachowana. Niektóre wyspy są pokryte bujną roślinnością tropikalną. Większość terenów zajmuje roślinność trawiasta i suchorośla, oraz plantacje. Liczne są palmy kokosowe. Wokół wysp rosną rafy koralowe.
Fauna lądowa bardzo uboga. Powszechne są jedynie gatunki morskie, do których należą skorupiaki i wiele gatunków ryb, w tym rekinów. Bogaty jest także świat ptaków, głównie morskich jak fregaty czy rybitwy.